# コマユバチ
コマユバチ(小繭蜂)とは、コマユバチ科 (Braconidae) に属するハチの総称。いわゆる寄生蜂の一種であり、ほかの昆虫に寄生する。
世界で5000種以上見つかっており、日本には300種以上が分布している。すべての種がほかの昆虫に寄生する寄生蜂であり、生態の近いヒメバチなどと混合される場合もある。
同じコマユバチ科であるコバチ類と違い、シロスジカミキリに寄生する体長が20mm程度のウマノオバチなども存在し、必ずしも小型種ばかりというわけではない。

## 日本に分布している代表的な種
- アオムシサムライコマユバチ Cotesia glomerata モンシロチョウなどに寄生する
- カリヤコマユバチ Cotesia kariyai ヨトウムシなどの幼虫に寄生する
- ウマノオバチ Euurobracon yokohamae シロスジカミキリの幼虫に寄生する
- テントウハラボソコマユバチ Dinocampus coccinellae テントウムシ科に寄生する
- ギンケハラボソコマユバチ Meteorus pulchricornis ヤガ科を始めとした様々な鱗翅目幼虫に寄生する